# Infiniti I30
La Infiniti I30, chiamata anche Infiniti I, è una autovettura prodotta dalla casa automobilistica giapponese Infiniti a partire dal 1995 al 2004.

## Descrizione
È stata prodotta in due generazioni, principalmente per il mercato statunitense, di cui la prima chiamata A32 (1995-2004) e la seconda A33 (1998-2004).
La I30 era una berlina basata sulla piattaforma della Nissan Maxima, con una scocca e carrozzeria differenti, alimentata da un V6 da tre litri con 24 valvole bialbero da 142 kW (193 CV) e dalla seconda generazione da 169 kW (230 CV), disponibile con cambio manuale a cinque velocità o automatico a quattro velocità.
Alla fine del 2001, la I30 ha ricevuto un V6 da 3,5 litri più potente (190 kW/258 CV) ed è stata ribattezzata Infiniti I35.